# Palpita pratti
Palpita pratti is een vlinder uit de familie van de grasmotten (Crambidae), uit de onderfamilie van de Spilomelinae. De wetenschappelijke naam van deze soort is voor het eerst voorgesteld als Margaronia pratti door Antonie Johannes Theodorus Janse in een publicatie uit 1924.
De spanwijdte bedraagt ongeveer 3,5 centimeter.

## Verspreiding
De soort komt voor in Indonesië (Seram, Sumatra, West-Papoea) en Australië (Queensland, New South Wales).

## Ondersoorten
- Palpita pratti pratti (Janse, 1924)
- Palpita pratti immajorina (Inoue, 1997) (Sumatra)